# Dekanat Görlitz-Wittichenau
Das Dekanat Görlitz-Wittichenau (obersorbisch Dekanat Zhorjelc-Kulow) ist eines der drei Dekanate im römisch-katholischen Bistum Görlitz.

## Geschichte
Am 4. August 2004 verfügte Bischof Rudolf Müller die Neuordnung der bisherigen Dekanate Cottbus, Finsterwalde-Lübben, Görlitz, Neuzelle und Senftenberg zum 1. September 2004. Als Gund für die Neustrukturierung wurde die abnehmende Zahl der Gläubigen und Seelsorger im Diasporabistum Görlitz genannt. Zudem war absehbar, dass etwa die Hälfte der bisherigen Pfarreien und Pfarrkuratien im Bistum nicht selbständig würden fortbestehen können. Schon im Pastoralplan des Bistums vom 16. Oktober 2001 war eine Zusammenlegung von Pfarreien vorbereitet worden. Das Dekanat entstand aus dem Dekanat Görlitz und den heutigen Pfarreien Wittichenau und Hoyerswerda (vorher Bernsdorf, Hoyerswerda, Lauta, Lohsa und Wittichenau) die zum Altdekanat Senftenberg gehörten. Die Überschreitung der Landesgrenze in diesem Dekanat führte zu Problemen und begründet die Eingliederung dieser Pfarreien in das sächsische Dekanat des Bistums.

## Dekan
Der Dekan und sein Stellvertreter werden durch den Bischof ernannt. Die Priester des Dekanatskonventes haben das Vorschlagsrecht nach einer Wahl aus ihren eigenen Reihen. Derzeitiger Dekan ist der Pfarrer der Pfarrei Hl. Familie Hoyerswerda. Dem Dekan obliegt die Verantwortung für die Durchführung regelmäßiger Dekanatskonvente zum Informationsaustausch unter den Priestern und Mitarbeitern. Im Falle des Todes eines Priesters des Dekanates ist der Dekan verantwortlich für die Durchführung der Beerdigung.

## Lage
Das Dekanat Görlitz-Wittichenau liegt auf dem Gebiet des Freistaates Sachsen und umfasst alle sächsischen Gebiete des Bistums Görlitz mit den Pfarreien Görlitz, Hoyerswerda, Niesky, Weißwasser und Wittichenau. Es liegt in den Landkreisen Görlitz und Bautzen; der westliche Teil gehört zum sorbischen Siedlungsgebiet.

## Liste der Kirchengebäude
Die Liste enthält die Pfarrkirchen im Dekanat Görlitz-Wittichenau und die jeweils zugeordneten Filialkirchen bzw. Kapellen.
Erläuterungen zum Status: B = Bischofskirche (Kathedrale), Pfk = Pfarrkirche, Fk = Filialkirche, K = Kapelle
| Bild | Kirche                                                                                          | Ort          | Status | Anmerkungen |
| ---- | ----------------------------------------------------------------------------------------------- | ------------ | ------ | --- |
|      | Heilig-Kreuz-Kirche Görlitz (Pfarrei Hl. Wenzel Görlitz)                                        | Görlitz      | Pfk    | Die Pfarrei wurde 2012 aus bisher sechs eigenständigen Pfarreien gegründet. Sie ist mit über 7.000 Katholiken die größte Pfarrei des Bistums                                                                                       |
|      | Kathedrale St. Jakobus Görlitz                                                                  | Görlitz      | B      | Bischofskirche des Bistums Görlitz, bis 2012 Pfarrkirche der Dompfarrei, seitdem Teil der Pfarrei Hl. Wenzel |
|      | St. Hedwig Görlitz-Rauschwalde (Filialkirche der Pfarrei Hl. Wenzel Görlitz)                    | Görlitz      | Fk     | Pfarrei St. Hedwig und St. Wenzeslaus Görlitz – Jauernick 2012 aufgelöst |
|      | Klosterkirche St. Johannes und Franziskus Görlitz (Filialkirche der Pfarrei Hl. Wenzel Görlitz) | Görlitz      | Fk     | Seelsorgekuratie St. Carolus 2012 aufgelöst |
|      | Stiftskirche St. Wenzeslaus Jauernick (Filialkirche der Pfarrei Hl. Wenzel Görlitz)             | Jauernick    | Fk     | Pfarrei St. Hedwig und St. Wenzeslaus Görlitz – Jauernick 2012 aufgelöst |
|      | St. Anna Reichenbach (Filialkirche der Pfarrei Hl. Wenzel Görlitz)                              | Reichenbach  | Fk     | |
|      | Heilige Familie Hoyerswerda (Pfarrei Hl. Familie Hoyerswerda)                                   | Hoyerswerda  | Pfk    | |
|      | St. Thomas Morus Hoyerswerda (Filialkirche der Pfarrei Hl. Familie Hoyerswerda)                 | Hoyerswerda  | Fk     | |
|      | St. Josef Lauta (Filialkirche der Pfarrei Hl. Familie Hoyerswerda)                              | Lauta        | Fk     | Pfarrkuratie 2010 aufgelöst, nach Hoyerswerda eingepfarrt |
|      | Zu den Schutzengeln Lohsa (Filialkirche der Pfarrei Hl. Familie Hoyerswerda)                    | Lohsa        | Fk     | Pfarrkuratie 2010 aufgelöst, nach Hoyerswerda eingepfarrt |
|      | St. Josef Niesky (Pfarrei St. Josef Niesky)                                                     | Niesky       | Pfk    | |
|      | St. Maria Rosenkranzkönigin Rothenburg (Filialkirche der Pfarrei St. Josef Niesky)              | Rothenburg   | Fk     | Pfarrei 2010 aufgelöst, nach Niesky eingepfarrt |
|      | St. Theresia Rietschen (Kapelle der Pfarrei St. Josef Niesky)                                   | Rietschen    | K      | |
|      | Heilig Kreuz Weißwasser (Pfarrei Hl. Kreuz Weißwasser)                                          | Weißwasser   | Pfk    | |
|      | St. Maria Himmelfahrt Bad Muskau (Filialkirche der Pfarrei Hl. Kreuz Weißwasser)                | Bad Muskau   | Fk     | Pfarrei 2010 aufgelöst, nach Weißwasser eingepfarrt |
|      | St. Mariä Himmelfahrt Wittichenau (Pfarrei Mariä Himmelfahrt Wittichenau)                       | Wittichenau  | Pfk    | einzige Pfarrei des Bistums Görlitz mit mehrheitlicher katholischer Bevölkerung (ca. 60 % der Wittichenauer sind katholischen Glaubens) und einem eigenen sorbischen Seelsorger; Gottesdienste in deutscher und sorbischer Sprache |
|      | Zum Hl. Kreuz Wittichenau (Filialkirche der Pfarrei Maria Himmelfahrt Wittichenau)              | Wittichenau  | Fk     | |
|      | St. Joseph Bernsdorf (Filialkirche der Pfarrei Maria Himmelfahrt Wittichenau)                   | Bernsdorf    | Fk     | Pfarrei 2010 aufgelöst, nach Wittichenau eingepfarrt |
|      | St. Markus Sollschwitz (Kapelle der Pfarrei Maria Himmelfahrt Wittichenau)                      | Sollschwitz  | K      | |
|      | St. Benno Hoske (Kapelle der Pfarrei Maria Himmelfahrt Wittichenau)                             | Hoske        | K      | |
|      | Zu Allen Heiligen Rachlau (Kapelle der Pfarrei Maria Himmelfahrt Wittichenau)                   | Rachlau      | K      | |
|      | Christus König Dörgenhausen (Kapelle der Pfarrei Maria Himmelfahrt Wittichenau)                 | Dörgenhausen | K      | |
|      | St. Maria Heimsuchung Saalau (Kapelle der Pfarrei Maria Himmelfahrt Wittichenau)                | Saalau       | K      | |
|      | St. Nikolaus Keula (Kapelle der Pfarrei Maria Himmelfahrt Wittichenau)                          | Keula        | K      | Kleinste Kapelle des Bistums Görlitz |
|      | Hl. Kreuz Kotten (Kapelle der Pfarrei Maria Himmelfahrt Wittichenau)                            | Kotten       | K      | |
|      | St. Johannes Dubring (Kapelle der Pfarrei Maria Himmelfahrt Wittichenau)                        | Dubring      | K      | |